# 초이훙역
초이훙 (중국어: 彩虹, 광둥어 예일: Chóihùhng, 영어: Choi Hung)은 홍콩 지하철 군통 선의 역이다. 역 근처에 자리한 공공주택단지인 초이훙 단지에서 이름을 따왔다. 역 상징색은 남색에 무지개색인데, 초이훙이 광둥어로 무지개를 뜻하기 때문이다.

## 역 구조
초이훙 역에는 총 네 개의 승강장이 있지만 지금은 1번과 4번 승강장만 온전히 사용되고 있다. 선로는 3개가 있으며 2번과 3번 승강장이 역 가운데에 위치한 선로 하나를 공유한다. 이 가운데 선로는 처음에는 상대식 승강장으로 쓰이다가 나중에는 가우룽완 역 서쪽에 자리한 가우룽완 차량기지와 이어지게 되었다. 2번 승강장은 차량기지로 입고하는 열차의 종착역 승강장으로 쓰이며 3번 승강장은 기지에서 나와 웡보 역으로 가는 열차의 정착 승강장으로 쓰인다.
2001년에는 항철공사가 홍콩 지하철에 스크린도어를 설치 도입하기 전에 예비조사를 진행하면서 초이훙 역의 세번째 선로에 스크린도어를 설치한 적이 있다.
| 지상      | -                             | 인피니티 에이트, 칭서이완 로 8번지, 주차장, 대중교통 환승 |
| G         | 1층                           | 출입구, 대중교통 환승                                     |
| L1        | 대합실                        | MTR샵, 고객 서비스                                        |
| L1        | 대합실                        | 항셍은행, 자판기 ATM                                      |
| L2 승강장 | 승강장 1                      | → 군통선 티우겡렝 방면 (가우룽완) →                       |
| L2 승강장 | 섬식 승강장, 양쪽으로 문 열림 |                                                           |
| L2 승강장 | 승강장 2 ↑ / 3 ↓              | → 군통선 종착 승강장 → ← 군통선 웡보 방면 (다이아몬드 힐) |
| L2 승강장 | 섬식 승강장, 양쪽 문 열림     |                                                           |
| L2 승강장 | 승강장 4                      | ← 군통선 웡보 방면 (다이아몬드 힐)                        |

## 출입구
- A1: 칭서이완 로 (서부), 버스 정류장
- A2: 핑섹 단지, 미니버스 정류장, 세렌 오아시스
- A3: 인피니티 에이트, 칭서이완 로 8번지
- B: 아우치완 시장, 아우치완 주민센터, 성 요한 양로원
- C1: 아우치완 단지, 항하우행 미니버스 정류장
- C2: 아우치완 단지, 사이궁행 버스/미니버스 정류장, 해머힐 로 수영장
- C3: 초이훙 단지, 초이핑 도서관, 홍콩청각장애협회
- C4: 초이훙 단지, 룽청 로 (서부) 버스 정류장[3]

## 설치 작품

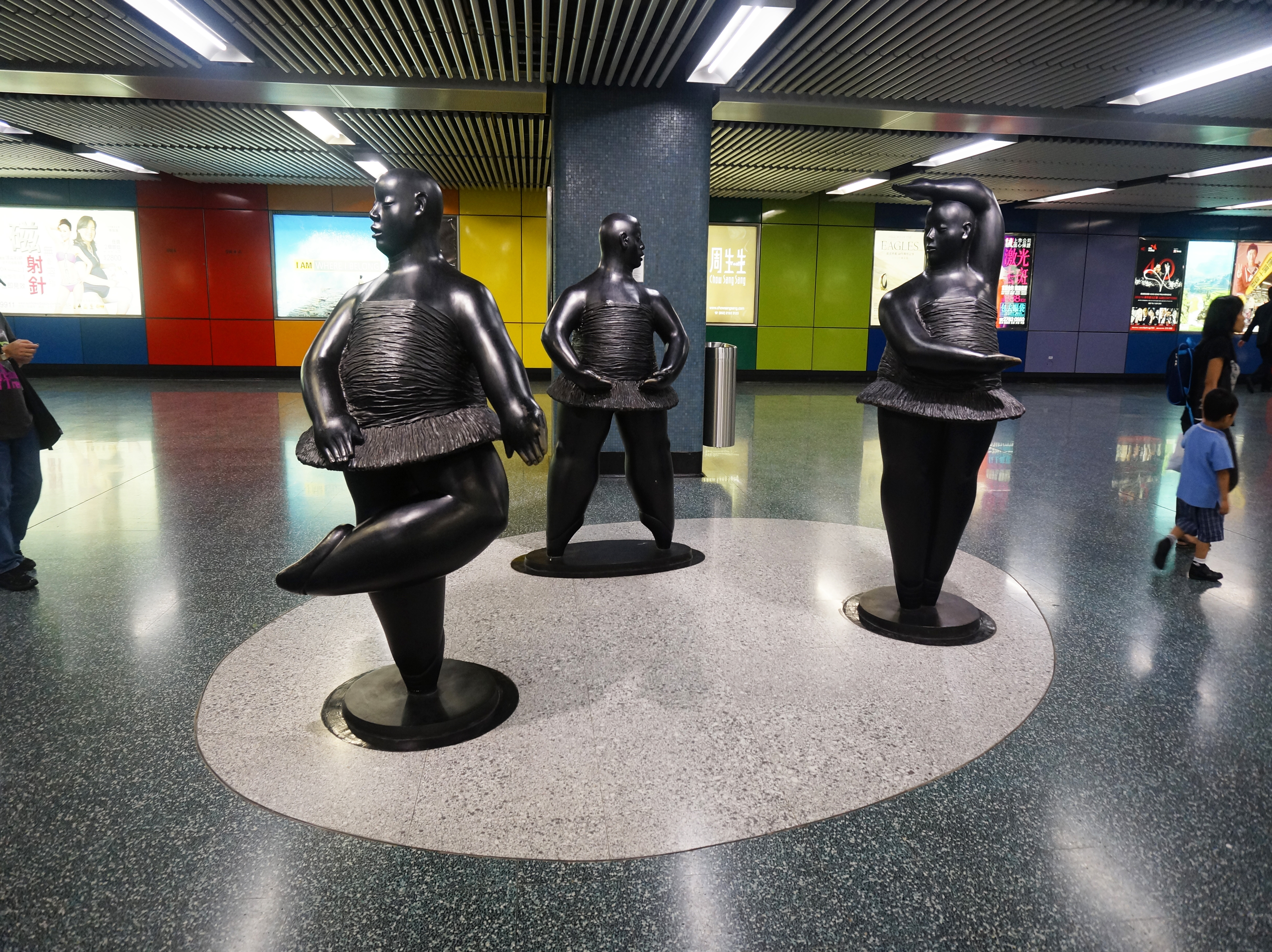
<발레리나의 품위>

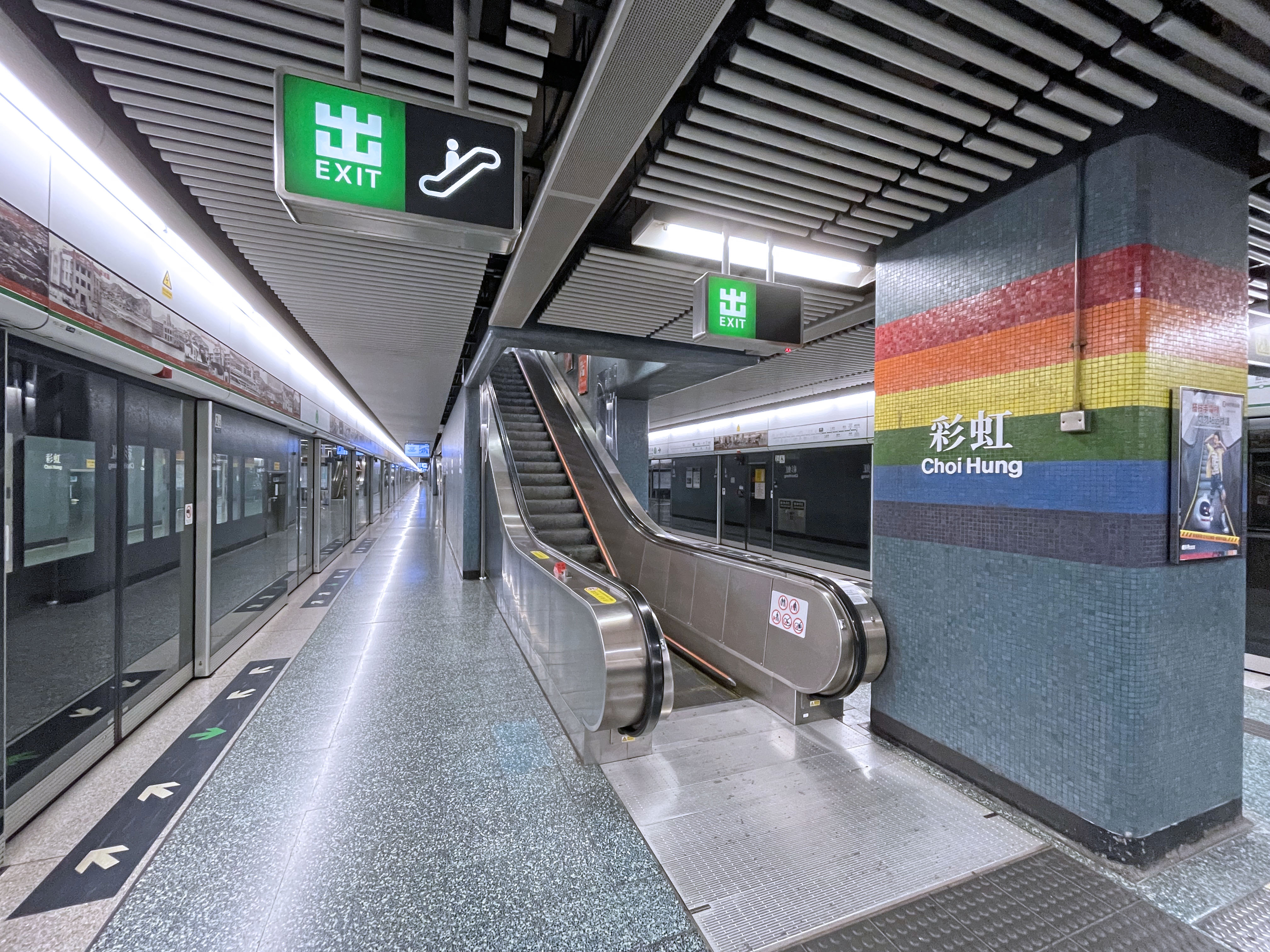
중앙 승강장

초이훙 역 내에는 중국 작가 잉즈신이 제작한 동상 작품 <발레리나의 품위> (The Grace of Ballerinas)가 있다. 2009년 2월에 역 대합실에 설치되었다.

## 대중교통

### 버스노선
- 초이완 단지: 3M, 10 (Exit B)
- 칭서이완 (홍콩과기대학 경유): 91 (Exit C2)
- 홍콩과기대학 / 정관오: 91M (Exit C2)
- 사이궁: 92, 96R (Exit C2)
- 산포공: 29M (Exit A1)
- 순리 단지: 29M, 42 (Exit B)
- 순리 단지 / 순틴 단지: 26, 27, 26M (to Yuet Wah Street) (Exit B)
- 웡섹 부두: 96R (Exit C2)